# Rosemary Clooney

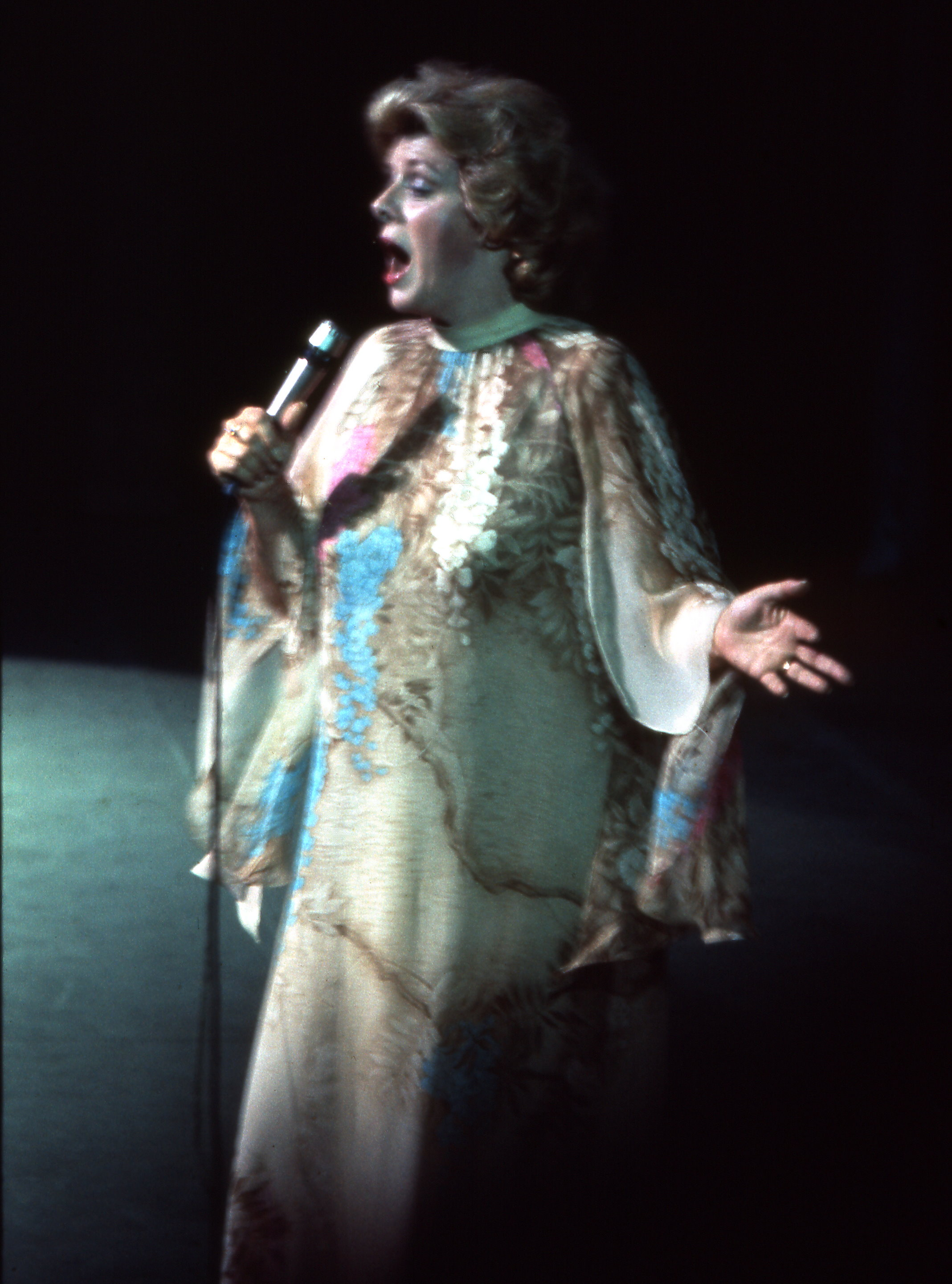
Rosemary Clooney in 1977

Rosemary Clooney (Maysville (Kentucky), 23 mei 1928 – Beverly Hills (Californië), 29 juni 2002) was een Amerikaanse zangeres en actrice.

## Biografie
Clooney werd geboren in Maysville, Kentucky, en begon haar zangcarrière samen met haar jongere zus, Betty, voor een radiostation in Cincinnati in 1945, waarvoor ze US$20 per week kreeg.
Ze werd beroemd in 1951 door haar opname van het lied Come on-a my house, en kreeg daarna rollen aangeboden voor televisie en film. Haar bekendste rol is die in de film White Christmas met Bing Crosby. Na de film maakte ze een album Fancy Meeting you here met hem. Ze heeft ook duetten opgenomen met onder anderen Frank Sinatra en Marlene Dietrich.
In 1980 maakte ze, na een lange afwezigheid die ze gebruikte om haar vijf kinderen op te voeden, een aantal succesrijke jazzalbums. Deze kinderen had zij met haar toenmalige echtgenoot, de acteur José Ferrer.
In februari 2002 ontving ze een Grammy Lifetime Achievement Award tijdens de jaarlijkse Grammy-uitreiking en in hetzelfde jaar werd ze opgenomen in de Kentucky Music Hall of Fame.
Ze overleed op 29 juni 2002 aan longkanker. Ze was de tante van George Clooney.

## Haar hits
- Beautiful Brown Eyes (1951)
- You're just in love (1951) duet met Guy Mitchell
- Botch-a-me (1952)
- Half As Much (1954)
- Man (1954)
- This ole house (1954)
- Mambo Italiano (1954)
- Where Will The Dimple Be (1955)
- Hey There (1955)
- Mango (1957)

- Bibsys: 69955
- Biblioteca Nacional de España: XX1319889
- Bibliothèque nationale de France: cb13892588x (data)
- CiNii: DA06573600
- Gemeinsame Normdatei: 119320088
- International Standard Name Identifier: 0000 0000 7357 3345
- Library of Congress Control Number: n81139248
- Nationale Bibliotheek van Letland: 000068269
- MusicBrainz: b6f69ada-cb4f-4083-913f-a00f47bfbe4b
- National Archives and Records Administration: 10569441
- Nationale Bibliotheek van Tsjechië: xx0022324
- Nationale Bibliotheek van Israël: 987007345780205171
- Nederlandse Thesaurus van Auteursnamen: 070720584
- Réseau des bibliothèques de Suisse occidentale: 02-A006117989
- Istituto Centrale per il Catalogo Unico: UBOV719505
- SNAC: w69k5hz4
- Système universitaire de documentation: 078061997
- Virtual International Authority File: 22326895
- WorldCat: E39PBJwddFD3djBCW9fd48wt8C